# Petuh
Petuh, oft auch Petuhtantendeutsch (dänisch Petuhtantetysk), seltener Petuhtantendänisch, Petuhschnack, Petuhsnak oder Flensburger Platt ist eine Mischsprache in Flensburg, die Elemente von Hochdeutsch, Niederdeutsch (Plattdüütsch), Dänisch (Rigsdansk und Sydslesvigdansk) und Sønderjysk (Plattdänisch) verbindet. Die Sprecher werden im Allgemeinen als Petuhschnacker bezeichnet, Sprecherinnen auch als Petuhtanten.

## Herkunft
Der Überlieferung nach stammt der Begriff Petuh von den Petuhtanten, kultivierten Damen der Flensburger Mittelschicht des ausgehenden 19. Jahrhunderts, die sich bei Fahrten auf Fördedampfern zu Kaffee und Klönsnack (Plauderei) trafen. Diese besaßen dazu zumeist ein Dauerticket für die Schiffe, ein partoutbillet (dänisch von französisch partout „überall“ und billet). Von dem französischen Wort partout stammt der umgangssprachliche Begriff „Petuh“.

## Verbreitung
Das nahezu vom Aussterben bedrohte Petuh wird nur noch von wenigen Flensburgern – meist Schauspielern und Laiendarstellern – gesprochen; bekannte Sprecherinnen waren die Petuhtanten Renate Delfs und Gerty Molzen. Dennoch gibt es immer wieder öffentliche oder privat organisierte „Petuh-Tanten-Auftritte“ und die Flensburger Touristinformation bietet vereinzelt Führungen in der Petuhsprache an. Auch die Alltagssprache im Flensburger Raum oder von Butenflensburgern, das heißt Personen mit Flensburger Abstammung, hat etliche dieser besonderen Ausdrücke im Gebrauch.
Desgleichen gibt es bis heute im Flensburger Umland, so in Angeln und auf der Schleswigschen Geest, spürbare Substrat-Einflüsse des Dänischen auf die deutschen Mundarten. Ein ähnliches Phänomen ist das Missingsch, das hoch- und niederdeutsche Elemente verbindet.

## Merkmale
Die Sprache vermischt niederdeutsche und dänische Grammatik und Satzbau mit überwiegend hochdeutschem Wortschatz. Es existieren keine offiziellen Rechtschreibregeln: Während der Flensburger Heimatforscher und Stadtführer Wilhelm Ludwig Christiansen (1920–2011) eine fast durchgehende Kleinschreibung bevorzugte, orientierte sich die Schauspielerin Renate Delfs an der deutschen Großschreibung. Die Aussprache zeichnet sich durch zahlreiche verstummte Vokale aus. Des Weiteren wird das hochdeutsche g meistens als ch ausgesprochen und s und z besonders vor Vokalen als stimmloses s „mit der an die Spitzen der Schneidezähne gedrückten Zunge gesprochen“.

## Beispiele und Redewendungen
„Und achteran chriegen wir uns noch ’n Klaren ein, was wirken tut wie ’n Fleckenwasser auf Magen und Darms.“

Es finden sich viele Redewendungen im heutigen Sprachgebrauch: Szünde bzw. Ssünde – immer mit stimmlosem S und angedeutetem d – wird als Kommentar verstanden; so meint „Och, Sssünn(d)e“ im Hochdeutschen „Das ist aber jammerschade!“ oder „Wie bedauerlich!“ Aggewars steht für Gerödel = Stress, Mühe, Umstand. Und mit dem Stoßseufzer Ohaueha (dänisch: uha; uha, uha) kann Erstaunen, Erleichterung, Erschrecken und Zweifel ausgedrückt werden. Ohaueha kann je nach Intensität zu Ohauehaueha oder Ohauehauehaueha verlängert werden und ist auch bei „Werner“ häufiger Duktus.
| Petuh                                                                        | Dänisch                                                                                     | Hochdeutsch                                                                                                   |
| ---------------------------------------------------------------------------- | ------------------------------------------------------------------------------------------- | --- |
| abbe Knüpfe (/ Knöppe)                                                       | knapper, der er gået af                                                                     | abgerissene Knöpfe                                                                                            |
| abklippen                                                                    | klippe af                                                                                   | abschneiden                                                                                                   |
| Fatuch                                                                       | karklud eller: fadeklud (sønderjysk: fæklue)                                                | Spültuch |
| figellinsch                                                                  | vanskelig                                                                                   | schwierig |
| Feudel                                                                       | gulvklud eller: føjlstyk (sønderjysk)                                                       | Putzlappen |
| feudeln                                                                      | vaske gulvet eller: føjel æ gulw (sønderjysk)                                               | Boden putzen                                                                                                  |
| flütten                                                                      | flytte                                                                                      | umziehen |
| Kinder eller: Kinners passen                                                 | passe børnene                                                                               | auf Kinder aufpassen                                                                                          |
| Kinner einlegen                                                              | få børnene i seng                                                                           | Kinder ins Bett bringen                                                                                       |
| mallören                                                                     | ske malør eller: ulykke                                                                     | ein Unglück                                                                                                   |
| Schau                                                                        | sjov                                                                                        | Spaß |
| Stackel                                                                      | stakkel                                                                                     | Ärmster |
| süßeln eller: besüßeln                                                       | sysle                                                                                       | beschäftigen                                                                                                  |
| Tummelum                                                                     | tummel eller: uro                                                                           | Unruhe |
| Is dat Sünde!                                                                | Det er synd! eller: Hvor er det syndt!                                                      | Ist das schade! oder: Das ist schade!                                                                         |
| Dat mit dem Jensen is voll Sünde, nich?                                      | Det er rigtig synd med Jensen, ikke sandt?                                                  | Schlimm, was dem Jensen passiert ist, oder?                                                                   |
| Dascha ’n Maars un kriegn ’n guten Platz in’n Unibus!                        | Det er et mas at få en god plads i bussen!                                                  | Es ist schwer, im Omnibus einen guten Platz zu bekommen!                                                      |
| Nun sollen wir mal sehen und kommen los.                                     | Nu skal vi se at komme af sted.                                                             | Jetzt wollen wir mal los.                                                                                     |
| So'n Aggewars!                                                               | Hvor er det besværlig! eller: Sikken aggevas! (sønderjysk)                                  | Oh, ist das mühsam!                                                                                           |
| Wie kann ein sitzen bei außes Licht und zue Rollon und näh´n abbe Knöppe an? | Hvordan kan man sidde med slukket lys og nedrullede rullegardiner og sy afrevne knapper på? | Wie kann eine (man) bei ausgeschaltetem Licht und geschlossenen Rollos sitzen und abgerissene Knöpfe annähen? |

| Petuh                                                                         | Hochdeutsch                                                                                              | Reichsdänisch |
| ----------------------------------------------------------------------------- | --- | --- |
| Sie soll’n mal zusehen und lernen da ’n büschen von:                          | Sie sollten mal zusehen, dass sie davon ein bisschen lernen.                                             | Du skal sørge for at lære lidt af det. (In der dänischen Alltagssprache werden at „zu“ und og „und“ beide [ɔ] ausgesprochen, und dadurch wird im Petuh dass durch und ersetzt.) |
| Is dat Szünde!                                                                | Das ist aber bedauerlich!                                                                                | Det er synd! |
| Dat mit dem Jensen is voll Szünde, nich?                                      | Bedauerlich, was dem Jensen passiert ist, oder?                                                          | Det er rigtig synd med Jensen, ikke sandt? |
| So’n Aggewars!                                                                | Was für ein Stress!                                                                                      | Hvor er det besværligt! oder Sikket akkevas! |
| Nun sollen wir mal sehen und kommen los.                                      | Nun lass uns mal zusehen, dass wir losgehen.                                                             | Nu skal vi se at [ɔ] komme af sted. |
| Dascha ’n Maars un kriegn ’n guten Platz in’n Unibus!                         | Das ist ja schwer, im Omnibus einen guten Platz zu bekommen!                                             | Det er et mas at [ɔ] få en god plads i bussen! |
| Ich schwindel so leicht.                                                      | Mir ist so schnell schwindelig.                                                                          | Jeg bliver svimmel så hurtigt. |
| Wie kann ein sitzen bei ausses Licht und zue Rollon und näh’n abbe Knöpfe an? | Wie kann einer bei ausgeschaltetem Licht und geschlossenen Rollos sitzen und abgerissene Knöpfe annähen? | Hvordan kan man sidde med slukket lys og nedrullede rullegardiner og sy afrevne knapper på?                                                                                     |

### Lexika und Aufsätze
- W. L. Christiansen: Petuh-ABC. 1. Auflage. Mohland Verlag D. Peters. Nachf., Goldebek 2003, ISBN 3-936120-46-3.
- Jan Patrick Faatz: Petuhtantendeutsch – die flensburger Stadtsprache. Awer unse Sprak is nich gut un warn klok ut…. Eine Untersuchung zum Gebrauch des Petuhtantendeutsch in der heutigen flensburger Alltagssprache. GRIN Verlag GmbH, München 2011, ISBN 978-3-640-88293-9 (Leseprobe [abgerufen am 2. September 2014]).
- Elin Fredsted: Spiser man mon børn i Flensborg. Szünde, aber da kann ich nichts für! In: Mål og Mæle. Nr. 1, 1983, OCLC 464003596, S. 27–31 (dänisch, Online [PDF; abgerufen am 23. Januar 2015]).
- Elin Fredsted: Language contact and bilingualism in Flensburg in the middle of the 19th century. In: Kurt Braunmüller, Gisella Ferraresi (Hrsg.): Aspects of Multilingualism in European Language History. John Benjamins Publishing Company, Amsterdam 2003, ISBN 90-272-1922-2, S. 35–59 (englisch, Online-Version bei Google Books [abgerufen am 23. Dezember 2014]).
- Elin Fredsted: Flensburger Stadtsprache – Sprachkontakt und Sprachwandel. In: Horst Haider Munske (Hrsg.): Deutsch in Kontakt mit germanischen Sprachen. Niemeyer, Tübingen 2004, ISBN 3-484-31248-3, S. 31–54.

### Werke in Petuh
- W. L. Christiansen: Krischan un szein Onkel Hannes. Ein neuer ein auf petuh. 1. Auflage. Mohland Verlag D. Peters. Nachf., Goldebek 2004, ISBN 3-936120-70-6 (Petuh).
- W. L. Christiansen: Aufchepickt. Noch ein neuer ein auf petuh. Cheszehn, cheleszn un chehört, lustiches, aber auch achtersinniches. 1. Auflage. Mohland Verlag D. Peters. Nachf., Goldebek 2008, ISBN 978-3-86675-062-3 (Petuh).
- Renate Delfs: Ohaueha was’n Aggewars. Oder wie ein’ zusieht un sprechen as die Flensburger Petuhtanten. Schleswiger Druck- und Verlagshaus, Schleswig 1979, ISBN 3-88242-048-0 (Petuh).
- Renate Delfs: Petuhtanten-Kaffeeklatsch. In: Paul Selk (Hrsg.): Flensburger Anekdoten. 1. Auflage. Husum Druck- und Verlagsgesellschaft mbH u. Co. KG, Husum 1978, ISBN 3-88042-072-6, S. 21–23.
- Gerty Molzen: Petuhfahrt nach Glücksburg. 2. Auflage. Hamburg 1964, DNB 453445047 (Petuh).
- Gerty Molzen: „Bis nächster Tour!“ Petuh-Geschichten / erlebt und erzählt von Gerty Molzen. Mit einem Nachwort von André Schlegel. Baltica-Verlag Glücksburg, Glücksburg 2008, ISBN 978-3-934097-35-3 (Inhaltsverzeichnis [abgerufen am 2. September 2014] Petuh).
- Paul Selk (Hrsg.): Flensburger Anekdoten. Unter der Mitarbeit von Renate Delfs – gesammelt und herausgegeben von Paul Selk. 1. Auflage. Husum Druck- und Verlagsgesellschaft mbH u. Co. KG, Husum 1978, ISBN 3-88042-072-6 (Petuh und Flensburger Plattdeutsch).